# Sushil Koirala
Sushil Koirala (12 de agosto de 1939 - 9 de fevereiro de 2016) foi um político nepalês, que foi primeiro-ministro do país entre 2014 e 2015. Ele também desde 2010 é presidente do partido  Congresso Nepalês. Koirala foi eleito como primeiro-ministro do Nepal pelo parlamento em 10 de fevereiro de 2014.  Koirala se juntou ao Congresso Nepalês, em 1954, e serviu em vários cargos antes de se tornar seu presidente em 2010.  